# Siemensscher Fernsprecher
Der siemenssche Fernsprecher ist ein von Werner von Siemens entwickeltes elektroakustisches Telefon, das auf dem Modell von  Alexander Graham Bell aus dem Jahr 1877  basiert.

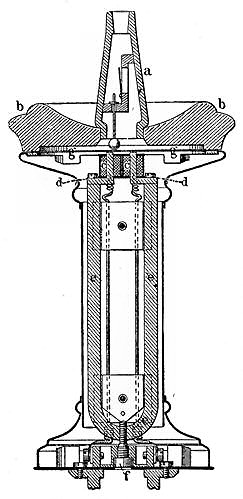
Siemensscher Fernsprecher (Querschnitt)

## Funktionsweise
Bei dem siemensschen Fernsprecher ist ee der Hufeisenmagnet, dessen Pole die Ansätze dd tragen. Diese sind eingeschlossen in zwei Induktionsspulen cc und können durch eine Stellschraube f der Eisenmembran gg beliebig genähert werden.
b ist das Mundstück, a die abnehmbare Signalpfeife. Mittels dieser Pfeife, deren Wirksamkeit durch einen auf der Membran aufliegenden und mit dieser in Schwingungen geratenden Metallklöppel noch verstärkt wird, lässt sich in dem Empfangsapparat ein weithin hörbarer Ton erzeugen, welcher jeden anderen Anruf mittels elektrischer Batterien oder Induktoren entbehrlich macht.
Wegen seiner kräftigen Wirkung, welche ihn zur Verwendung als sendender wie als empfangender Apparat gleich geeignet macht, hat der siemenssche Fernsprecher ausgedehnte Benutzung gefunden und wurde Ende des 19. Jahrhunderts in der deutschen Reichstelegraphenverwaltung ausschließlich angewendet.